# 台中市公車288路
台中市公車288路目前行駛自臺中二中到天圓彌勒院，為臺中市太平區山區長龍路之市區公車。

## 歷史
- 2013年1月1日：原公路客運6513路「臺中－茅埔」與6514路「臺中－蝙蝠洞」整併為台中市公車288路。
- 2013年10月20日：原茅埔之端點，延駛至「天圓彌勒院」，並調整發車時刻。
- 2014年9月1日：調整發車時刻（臺中端15:15→15:35；天圓彌勒院端16:15→16:35）。
- 2015年2月1日：由臺中火車站端點延駛至「新民高中（健行路）」，並將路線名稱更改為「新民高中－茅埔」。延駛後「臺中火車站」改為雙邊設站，並增停「市立殯儀館」（單邊設站，往新民高中方向）、「寶覺寺」（單邊設站，往茅埔方向）、「新民高中（三民路）」（單邊設站，往茅埔方向）、「三民錦中街口」（單邊設站，往茅埔方向）、「一心市場」（單邊設站，往茅埔方向）、「中友百貨」（雙邊設站）、「國立臺中科技大學」（雙邊設站）、「中興堂」（雙邊設站）、「臺中公園（雙十路）」（雙邊設站）、「干城站」（雙邊設站）。
- 2015年8月24日：288路（新民高中－茅埔）調整行駛路線至「臺中二中（梅川東路）」，並將路線名稱更改為「臺中二中－茅埔」。調整行駛路線後不行駛至新民高中，並將「新民高中（健行路）」、「寶覺寺」、「新民高中（三民路）」、「三民錦中街口」、「市立殯儀館」皆撤站，將增停「臺中二中（梅川東路）」、「五權國中」、「中山堂」、「五權學士路口」。而國立臺中科技大學站往臺中二中方向站牌遷移至三民路三段110號（原位於三民路三段88號墊腳石書局前）。[1] [2]
- 2016年9月15日：「大東紡織（振興路）」更名為「新建國市場」。
- 2017年4月3日：依據臺中市政府交通局中市交運稽字第1060008508號函，288路2017年4月3日於起停駛。
  - 各路段之主要替代路線說明如下：
    - 「臺中二中（梅川東路）－一江橋」之替代路線：280、286
    - 「一江橋－天圓彌勒院」之替代路線：287
- 2017年3月28日：288路停駛暫緩實施，並於2017年4月3日變更時刻表。
- 2019年1月1日：「臺中火車站」(往程)更名為「臺中車站(成功路口)」，「臺中火車站」(返程)更名為「臺中車站(民族路口)」，「臺中火車站(東站)」更名為「臺中車站(復興路)」。
- 2019年9月1日：「茅埔」更名為「東汴國小」。
- 2020年7月20日：取消停靠「下太平」(往天圓彌勒院方向)。
- 2020年8月31日：「山腳」更名為「山腳（東平路）」。
- 2020年9月12日：調整中區、東區行駛路線，取消停靠「臺中車站(成功路口)」、「臺中車站(民族路口)」、「臺中家商」、「臺中車站(復興路)」，新增停靠「臺中車站(大智北路)」。
- 2023年9月11日：取消停靠「建成大振街口」、「新建國市場」、「漢聲電臺」、「東門橋」、「旱溪」等站，增加停靠「大智市場(大智路)」「大智國小」、「東光園東門路口」、「天公廟(東門路)」、「東門東福路口」、「十甲東東富街口」、「十甲東振興路口」等站。
- 2024年6月30日：「香蕉市場」往臺中二中方向站牌遷移至太平區長龍路一段280號對面。[3]
- 2024年7月1日：因應地方民意至7月30日期間，將試辦取消停靠東區「十甲東東富街口」(往臺中二中方向)公車招呼站。
- 2024年7月15日：調整發車時刻。[4]
- 2024年9月1日：取消停靠「十甲東東富街口」(往臺中二中方向)。

## 路線基本資料
單程行車里數約21.5公里，單程行車時間約55分。往茅埔63站，往臺中二中62站。
從臺中二中（梅川東路）起，沿北區梅川東路、英才路、學士路、五權路、三民路三段、精武路、東區雙十路一段、中區雙十路一段、建國路、建國路、南區台中路、東區復興路四段、大智路、建成路、振興路、太平區太平路、中興路、新平路一段、東平路、長龍路、山田路至天圓彌勒院。

### 時刻表
- 時刻表僅供參考，請以豐原客運網站公告為準。
- 時刻表更新時間為2025年3月11日。

| 台中市公車288路平日時刻列表 | 台中市公車288路平日時刻列表 | 台中市公車288路平日時刻列表 | 台中市公車288路平日時刻列表 |
| --------------------------- | --------------------------- | --------------------------- | --------------------------- |
| 臺中二中(梅川東路)開時刻    | 臺中二中(梅川東路)開備註    | 天圓彌勒院開時刻            | 天圓彌勒院開備註            |
| 05:40                       | -                           | 06:50                       | -                           |
| 10:00                       | -                           | 11:20                       | -                           |
| 11:00                       | -                           | 12:30                       | -                           |
| 15:15                       | -                           | 16:35                       | -                           |
| 16:50                       | -                           | 18:20                       | -                           |

| 台中市公車288路例假日及寒暑假時刻列表 | 台中市公車288路例假日及寒暑假時刻列表 | 台中市公車288路例假日及寒暑假時刻列表 | 台中市公車288路例假日及寒暑假時刻列表 |
| ------------------------------------- | ------------------------------------- | ------------------------------------- | ------------------------------------- |
| 臺中二中（梅川東路)開時刻             | 臺中二中(梅川東路)開備註              | 天圓彌勒院開時刻                      | 天圓彌勒院開備註                      |
| 08:00                                 | -                                     | 09:10                                 | -                                     |
| 11:00                                 | -                                     | 12:30                                 | -                                     |
| 15:05                                 | -                                     | 16:25                                 | -                                     |
| 16:50                                 | -                                     | 18:20                                 | -                                     |

### 收費
- 依里程計費；刷電子票證10公里免費。
- 里程計費說明：
  - 基本里程：8公里。
  - 基本里程票價全票20元、半票11元。
  - 超過基本里程（8公里）計費方式：
    - 全票=[2.431 x 搭乘里程數x （1+5%營業稅）] （四捨五入）
    - 半票=[2.431 x 搭乘里程數x （1+5%營業稅）] x 50% （四捨五入）

  - 兒童、老人、身心障礙者及其陪伴者依規定半票收費。

### 停站
- 參見右側站牌路線圖。
- 路線圖更新時間為2024年8月26日。